# 28911 Mishacollins
28911 Mishacollins este o planetă minoră (asteroid), cu un diametru de 5,599 km, din centura de asteroizi. A fost descoperită pe 5 iulie 2000 la Stația Anderson Mesa de Lowell Observatory Near-Earth-Object Search. 
Obiectul prezintă o orbită caracterizată de o semiaxă mare de 2,7697063 UAi, o excentricitate de 0,08, o înclinație de 8,37009 ° în raport cu ecliptica.